# Волуша (окръг, Флорида)
Окръг Волуша (на английски: Volusia County) е окръг в щата Флорида, Съединени американски щати. Площта му е 3709 km², а населението - 443 343 души (2000). Административен център е град ДеЛанд.